# Pendeltåg
Pendeltåg ist in Schweden die Bezeichnung für S-Bahn-ähnliche Einrichtungen des öffentlichen Personennahverkehrs. 
Pendeltågnetze gibt es in den zwei größten Städten Schwedens, Stockholm und Göteborg. Sie verbinden die Städte mit deren Umland:
- Pendeltåg (Stockholm)
- Pendeltåg (Göteborg)

Pendeltågähnliche Netze sind:
- Göteborgs regionaltåg
- Östgötapendeln
- Pågatåg (Skåne län)
- Roslagsbanan
- Saltsjöbanan
- Upptåget, Uppsala–Gävle und Uppsala–Sala
- Västra Götalands regionaltåg